# مسیر نوری
مسیر نوری (انگلیسی: Optical path): یک مسیر هندسی است که نور برای پیمودن یک محیط یا رسانه نوری (مانند میکروسکوپ، تلسکوپ، پروژکتور، مبدل، طیف‌سنج نوری و غیره) آن را می‌پیماید و اغلب مسیر نوری نامیده می‌شود. طول فیزیکی یک وسیلهٔ نوری را می‌توان با استفاده از اپتیک تا شده به کمتر از طول مسیر نوری کاهش داد. طول مسیر نوری همان‌طور که در نورشناسی (اپتیک) تعریف شده: طول مسیری است که در ضریب شکست رسانه ضرب شده است.
در بیشتر ابزارهای نوری، نور ورودی از طریق یک عدسی یا آینه اولیه به نقطه کانونی متمرکز می‌شود که در آن‌جا یا با چشم از طریق یک عدسی چشمی دیده می‌شود یا به یک گیرنده نوری (دوربین عکاسی، سنسور CCD، طیف‌سنج و غیره) هدایت می‌شود.

## عوامل مؤثر بر مسیر نوری
مسیر نور در رسانه یا بین دو رسانه تحت تأثیر قرار می‌گیرد
- بازتاب
  - بازتاب کلی
- شکست نور
- پاشندگی (اپتیک)
- جذب (الکترومغناطیس)

## ابزار و مواد سادهٔ مورد استفاده و مؤثر در مسیر پرتو نور
- عدسی
- منشور
- آینه‌ها
- شفافیت و نیمه‌شفافی مواد شفاف (به‌عنوان مثال فیلترهای نوری
- مواد نیمه‌شفاف (به‌عنوان مثال شیشه‌های مات و تار)
- مواد کدر